# Nick LaRocca
Dominic »Nick« LaRocca (New Orleans, Louisiana, 1889. április 11. – New Orleans, 1961. február 22.) olasz származású amerikai dzsesszzenész, zenekarvezető, kornettes.

## Pályafutása
Nick LaRocca 1914-től Papa Jack Laine-nel játszott, majd 1916-ban megalakította Original Dixieland Band nevű együttesét, aztán, amikor 1917-ben a jazz szó felbukkant, azonnal Original Dixieland Jazz Band-re nevezte át (ODJB). Ez volt a dzsessztörténet első jelentős fehér együttese. Első lemezüket 1917-ben készítették. 
Az ODJB rendkívül sikeres együttes volt. 1916-ban New Yorkban, 1919-ben már Angliában is szerepeltek. 
A zenekar fehérbőrű klarinétosa, Larry Shields egy legenda szerint magyar származású volt. Valójában ír.
A zenekar 1925-ben oszlott fel. 1936-ban LaRocca újjászervezte Original Dixieland néven, de ez az együttes csak egy évig működött.
LaRocca egész életében túlhangsúlyozta a fehér muzsikusok és zenekarok szerepét a dzsesszzene fejlődésében.
Legismertebb szerzeménye a Tiger Rag című dzsessz-sztenderd, amit először 1917-ben játszott el az ODJB.
| Tiger Rag: |
|            |